# Prima Divisione Calabria 1947-1948
Fu il quarto livello del campionato italiano di calcio e la 25ª edizione della Prima Divisione nonostante il declassamento subito da quando fu istituita. Il campionato fu organizzato e gestito dalle Leghe Regionali che emanavano autonomamente anche le promozioni in Serie C e le retrocessioni.
La Prima Divisione fu il massimo campionato regionale di calcio disputato in Calabria nella stagione 1947-1948.
Questi sono i gironi organizzati dalla Lega Regionale Calabra per la regione Calabria.

## Girone A

### Squadre partecipanti
| Squadra                     | Città (provincia)                 | Stagione precedente |
| --------------------------- | --------------------------------- | ------------------- |
| U.S. Castrovillari          | Castrovillari (CS)                |                     |
| Esperia                     | Cosenza                           |                     |
| A.S. Cremissa               | Cirò Marina (KR)                  |                     |
| A.C. Audace San Marco       | San Marco Argentano (CS)          |                     |
| Juventus Catanzaro          | Catanzaro (CZ)                    |                     |
| Garibaldina Crotone         | Crotone (KR)                      |                     |
| Cherubini Rossano Calabro   | Rossano (Corigliano-Rossano) (CS) |                     |
| A.S. Cosenza B (B= riserve) | Cosenza (CS)                      |                     |
|                             |                                   |                     |
|                             |                                   |                     |
|                             |                                   |                     |
|                             |                                   |                     |
|                             |                                   |                     |

### Classifica finale
|  | Pos. | Squadra         | Pt | G  | V | N | P | GF | GS | DR |
|  | ---- | --------------- | -- | -- | - | - | - | -- | -- | -- |
|  | 1.   | Esperia Cosenza | ?? | 14 |   |   |   |    |    |    |
|  | 2.   | Castrovillari   | ?? | 14 |   |   |   |    |    |    |
|  | 3.   | ???             | ?? | 14 |   |   |   |    |    |    |
|  | 4.   | ???             | ?? | 14 |   |   |   |    |    |    |
|  | 5.   | ???             | ?? | 14 |   |   |   |    |    |    |
|  | 6.   | ???             | ?? | 14 |   |   |   |    |    |    |
|  | 7.   | ???             | ?? | 14 |   |   |   |    |    |    |
|  | 8.   | ???             | ?? | 14 |   |   |   |    |    |    |

Legenda:
      Ammesso alle finali per la promozione in Promozione 1948-1949.
Regolamento:
Due punti a vittoria, uno a pareggio, zero a sconfitta.
Pari merito in caso di pari punti.
Spareggio per l'attribuzione di un titolo sportivo di promozione oppure retrocessione.
Le squadre Riserve (B) non potevano essere promosse alla categoria superiore.

## Girone B

### Squadre partecipanti
| Squadra                | Città (provincia)          | Stagione precedente |
| ---------------------- | -------------------------- | ------------------- |
| S.S. Fortitudo Locrese | Locri (RC)                 |                     |
| U.S. Bovalino          | Bovalino (RC)              |                     |
| Reggina B (B= riserve) | Reggio Calabria (RC)       |                     |
| A.S. Villese           | Villa San Giovanni (RC)    |                     |
| Melito                 | Melito di Porto Salvo (RC) |                     |
| Soverato               | Soverato (CZ)              |                     |
| Santa Caterina RC      | Reggio Calabria (RC)       |                     |
| Siderno                | Siderno (RC)               |                     |
|                        |                            |                     |
|                        |                            |                     |
|                        |                            |                     |
|                        |                            |                     |
|                        |                            |                     |

### Classifica finale
|  | Pos. | Squadra                | Pt | G  | V  | N | P | GF | GS | DR |  |
|  | ---- | ---------------------- | -- | -- | -- | - | - | -- | -- | -- |  |
|  | 1.   | S.S. Fortitudo Locrese | 22 | 14 | 10 | 2 | 2 | 36 | 12 | 24 |  |
|  | 2.   | A.S. Villese           | ?? | 14 |    |   |   |    |    |    |  |
|  | 3.   | Reggina B (B= riserve) | ?? | 14 |    |   |   |    |    |    |  |
|  | 4.   | ???                    | ?? | 14 |    |   |   |    |    |    |  |
|  | 5.   | ???                    | ?? | 14 |    |   |   |    |    |    |  |
|  | 6.   | ???                    | ?? | 14 |    |   |   |    |    |    |  |
|  | 7.   | ???                    | ?? | 14 |    |   |   |    |    |    |  |
|  | 8.   | ???                    | ?? | 14 |    |   |   |    |    |    |  |

Legenda:
      Ammesso alle finali per la promozione in Promozione 1948-1949.
Regolamento:
Due punti a vittoria, uno a pareggio, zero a sconfitta.
Pari merito in caso di pari punti.
Spareggio per l'attribuzione di un titolo sportivo di promozione oppure retrocessione.
Le squadre Riserve (B) non potevano essere promosse alla categoria superiore.

## Girone C

### Squadre partecipanti
| Squadra                         | Città (provincia)     | Stagione precedente |
| ------------------------------- | --------------------- | ------------------- |
| U.S. Bagnarese                  | Bagnara Calabra (RC)  |                     |
| S.S. Calcementi                 | Vibo Marina (CZ)      |                     |
| A.S. Cittanova                  | Cittanova (RC)        |                     |
| U.S. Curinga                    | Curinga (CZ)          |                     |
| C.R.A.L. Juventus               | Tropea (CZ)           |                     |
| S.C. Mamerto                    | Oppido Mamertina (RC) |                     |
| S.S. Pro Palmi                  | Palmi (RC)            |                     |
| A.C. Taurianovese               | Taurianova (RC)       |                     |
| U.S. Vibonese                   | Vibo Valentia (CZ)    |                     |
| U.S. Vigor Nicastro (B=riserve) | Nicastro (CZ)         |                     |

### Classifica finale
|  | Pos. | Squadra   | Pt | G  | V | N | P | GF | GS | DR |
|  | ---- | --------- | -- | -- | - | - | - | -- | -- | -- |
|  | 1.   | Pro Palmi | ?? | 18 |   |   |   |    |    |    |
|  | 2.   | Mamerto   | ?? | 18 |   |   |   |    |    |    |
|  | 3.   | ???       | ?? | 18 |   |   |   |    |    |    |
|  | 4.   | ???       | ?? | 18 |   |   |   |    |    |    |
|  | 5.   | ???       | ?? | 18 |   |   |   |    |    |    |
|  | 6.   | ???       | ?? | 18 |   |   |   |    |    |    |
|  | 7.   | ???       | ?? | 18 |   |   |   |    |    |    |
|  | 8.   | ???       | ?? | 18 |   |   |   |    |    |    |
|  | 9.   | ???       | ?? | 18 |   |   |   |    |    |    |
|  | 10.  | ???       | ?? | 18 |   |   |   |    |    |    |

Legenda:
      Ammesso alle finali per la promozione in Promozione 1948-1949.
Regolamento:
Due punti a vittoria, uno a pareggio, zero a sconfitta.
Pari merito in caso di pari punti.
Spareggio per l'attribuzione di un titolo sportivo di promozione oppure retrocessione.
Le squadre Riserve (B) non potevano essere promosse alla categoria superiore.

## Finali
- Pro Palmi promosso in Promozione.